# Sambenedettese Calcio 1985-1986
Questa pagina raccoglie le informazioni riguardanti la Sambenedettese Calcio nelle competizioni ufficiali della stagione 1985-1986.

## Rosa
| N. |                   | Ruolo | Calciatore         |
| -- | ----------------- | ----- | ------------------ |
|    | Italia (bandiera) | D     | Enrico Annoni      |
|    | Italia (bandiera) | P     | Simone Braglia     |
|    | Italia (bandiera) | D     | Ugo Bronzini       |
|    | Italia (bandiera) | D     | Luigi Cagni        |
|    | Italia (bandiera) | C     | Pino D’Angelo      |
|    | Italia (bandiera) | D     | Emilio De Cicco    |
|    | Italia (bandiera) | C     | Guido Di Fabio     |
|    | Italia (bandiera) | A     | Roberto Di Nicola  |
|    | Italia (bandiera) | A     | Sauro Fattori      |
|    | Italia (bandiera) | D     | Danilo Ferrari     |
|    | Italia (bandiera) | C     | Massimo Ficcadenti |

| N. |                   | Ruolo | Calciatore           |
| -- | ----------------- | ----- | -------------------- |
|    | Italia (bandiera) | C     | Andrea Galassi       |
|    | Italia (bandiera) | A     | Massimo Ginelli      |
|    | Italia (bandiera) | C     | Salvatore Giunta     |
|    | Italia (bandiera) | C     | Giuseppe Manarin     |
|    | Italia (bandiera) | C     | Tiziano Manfrin      |
|    | Italia (bandiera) | P     | Massimo Mattolini    |
|    | Italia (bandiera) | D     | Lucio Nobile         |
|    | Italia (bandiera) | D     | Giancarlo Petrangeli |
|    | Italia (bandiera) | C     | Bruno Ranieri        |
|    | Italia (bandiera) | D     | Antonio Schio        |
|    | Italia (bandiera) | A     | Francesco Turrini    |

## Risultati

### Campionato

#### Girone di andata
| 8 settembre 1985 1ª giornata | Sambenedettese | 1 – 1 | Empoli |  |

| 15 settembre 1985 2ª giornata | Cremonese | 1 – 1 | Sambenedettese |  |

| 4 gennaio 1953 3ª giornata | Sambenedettese | 1 – 0 | Lanerossi Vicenza |  |

| 29 settembre 1985 4ª giornata | Monza | 0 – 1 | Sambenedettese |  |

| 6 ottobre 1985 5ª giornata | Sambenedettese | 1 – 1 | Lazio |  |

| 13 ottobre 1985 6ª giornata | Cagliari | 0 – 1 | Sambenedettese |  |

| 20 ottobre 1985 7ª giornata | Sambenedettese | 0 – 0 | Perugia |  |

| 27 ottobre 1985 8ª giornata | Pescara | 1 – 0 | Sambenedettese |  |

| 3 novembre 1985 9ª giornata | Arezzo | 2 – 1 | Sambenedettese |  |

| 10 novembre 1985 10ª giornata | Sambenedettese | 0 – 0 | Catanzaro |  |

| 17 novembre 1985 11ª giornata | Brescia | 0 – 1 | Sambenedettese |  |

| 24 novembre 1985 12ª giornata | Sambenedettese | 2 – 1 | Catania |  |

| 1º dicembre 1985 13ª giornata | Campobasso | 1 – 0 | Sambenedettese |  |

| 8 dicembre 1985 14ª giornata | Sambenedettese | 0 – 2 | Bologna |  |

| 15 dicembre 1985 15ª giornata | Sambenedettese | 0 – 0 | Triestina |  |

| 22 dicembre 1985 16ª giornata | Cesena | 1 – 0 | Sambenedettese |  |

| 5 gennaio 1986 17ª giornata | Sambenedettese | 1 – 1 | Ascoli |  |

| 12 gennaio 1986 18ª giornata | Palermo | 0 – 0 | Sambenedettese |  |

| 19 gennaio 1986 19ª giornata | Sambenedettese | 2 – 0 | Genoa |  |

#### Girone di ritorno
| 26 gennaio 1986 20ª giornata | Empoli | 1 – 0 | Sambenedettese |  |

| 2 febbraio 1986 21ª giornata | Sambenedettese | 1 – 1 | Cremonese |  |

| 9 febbraio 1986 22ª giornata | Lanerossi Vicenza | 2 – 1 | Sambenedettese |  |

| 16 febbraio 1986 23ª giornata | Sambenedettese | 3 – 1 | Monza |  |

| 23 febbraio 1986 24ª giornata | Lazio | 1 – 0 | Sambenedettese |  |

| 2 marzo 1986 25ª giornata | Sambenedettese | 0 – 0 | Cagliari |  |

| 9 marzo 1986 26ª giornata | Perugia | 0 – 0 | Sambenedettese |  |

| 16 marzo 1986 27ª giornata | Sambenedettese | 1 – 0 | Pescara |  |

| 29 marzo 1986 28ª giornata | Sambenedettese | 0 – 1 | Arezzo |  |

| 6 aprile 1986 29ª giornata | Catanzaro | 1 – 0 | Sambenedettese |  |

| 13 aprile 1986 30ª giornata | Sambenedettese | 0 – 0 | Brescia |  |

| 27 aprile 1986 31ª giornata | Catania | 1 – 0 | Sambenedettese |  |

| 4 maggio 1986 32ª giornata | Sambenedettese | 0 – 0 | Campobasso |  |

| 11 maggio 1986 33ª giornata | Bologna | 2 – 1 | Sambenedettese |  |

| 18 maggio 1986 34ª giornata | Triestina | 1 – 0 | Sambenedettese |  |

| 25 maggio 1986 35ª giornata | Sambenedettese | 0 – 0 | Cesena |  |

| 1º giugno 1986 36ª giornata | Ascoli | 0 – 0 | Sambenedettese |  |

| 8 giugno 1986 37ª giornata | Sambenedettese | 4 – 1 | Palermo |  |

| 15 giugno 1986 38ª giornata | Genoa | 1 – 2 | Sambenedettese |  |